# Lände

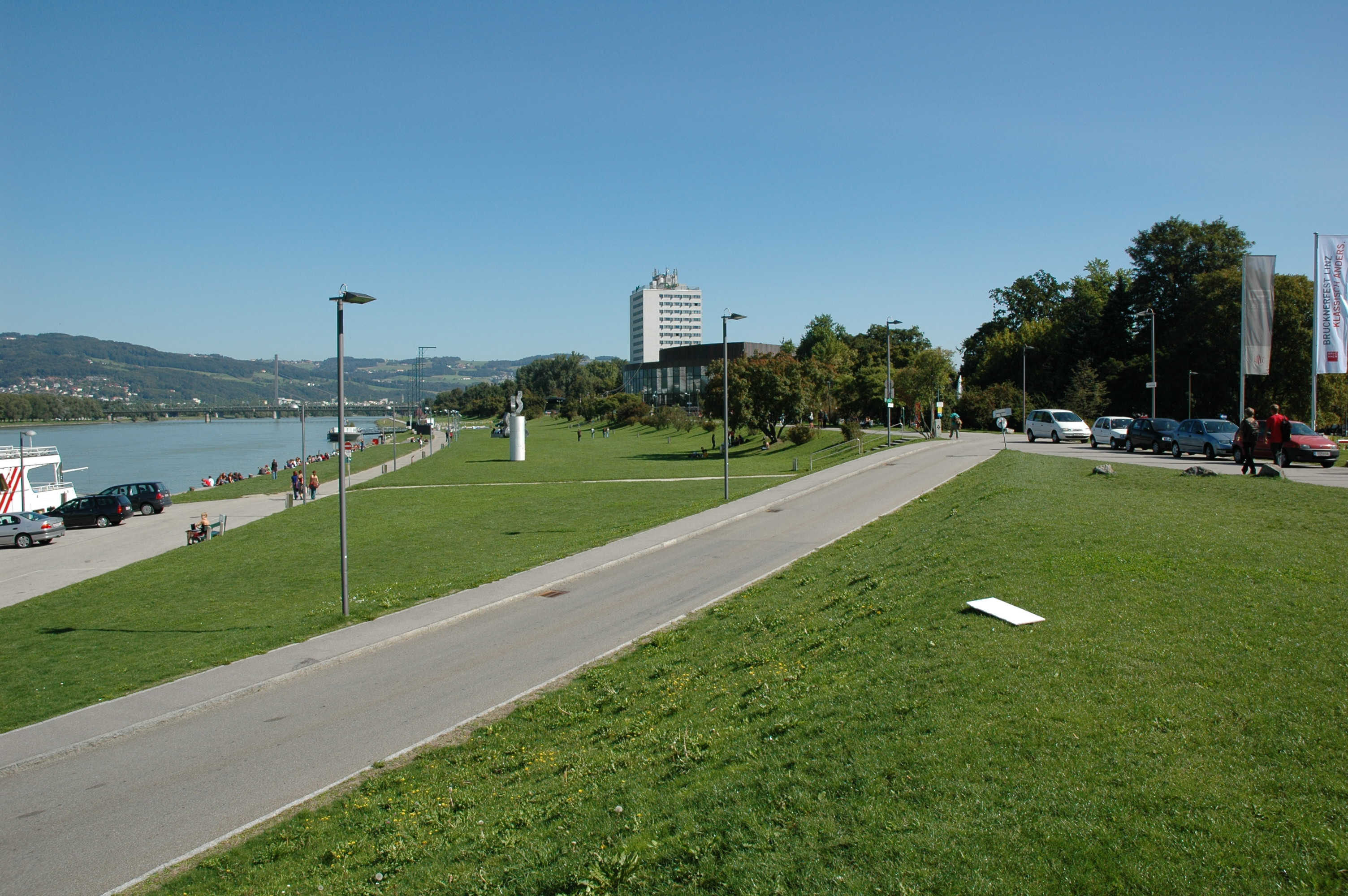
Die Donaulände in Linz war bis zum Hochwasser von 1954 der Linzer Haupthafen. Heute dient sie als Hauptanlegestelle für Passagierschiffe.

Eine Lände oder Schifflände (in der Schweiz regional auch Ländte oder Ländi) ist ein einfacher Landeplatz an einem Gewässer, also die einfachste Form eines Binnenhafens. Das Ufer ist befestigt und das Fahrwasser entsprechend verbreitert. Anders als bei einem ausgebauten Hafen sind Hafenwasser und Wasserstraße jedoch durch keine Bauwerke voneinander abgegrenzt.

## Etymologie
Nach Wolfgang Pfeifer im Etymologischen Wörterbuch des Deutschen hat Lände seinen Ursprung wie folgt:

„Lände f. ‚Landeplatz, Anlegestelle‘, ahd. lentī (10./11. Jh.), frühnhd. lende (15. Jh.), Abstraktbildung zu ahd. lenten (8. Jh.), mhd. lenden, nhd. (älter) länden ‚anlanden, anlegen‘, mnd. mnl. landen, lenden, aengl. lenden, anord. lenda (dafür heute nhd. landen, […]). Entsprechend Anlände f. ‚Anlegestelle, Hafen‘ (17. Jh.). anländen Vb. Vgl. Schifflände, Holzlände [als Anlandeplatz der Holztrift; Anm.].“

Zunehmend wurde das Wort Lände aus dem gemeinsamen Standarddeutsch verdrängt und wird nur noch in Teilen des deutschen Sprachraumes verwendet, so im süddeutschen Raum, im österreichischen Deutsch und im Schweizer Hochdeutsch.

## Benennungsbeispiele
In Österreich findet sich die Bezeichnung Lände auch in Orts- und Straßennamen von an größeren Flüssen oder Seen gelegenen Ortschaften und Städten wieder. So weisen die Namen der Gemeinde Lend an der Salzach im Land Salzburg und des gleichnamigen 4. Stadtbezirks von Graz mit dem Lendkai am rechten Ufer der Mur auf Länden hin. In Wien gibt es eine Vielzahl von an der Donau oder am Donaukanal gelegenen Straßen, die mit -lände enden, etwa die Donaulände, ebenso in Linz die Donaulände. Der Lendkanal in Klagenfurt verbindet den Lendhafen nahe der Innenstadt mit dem Wörthersee. In Basel (Schweiz) gibt es die Schifflände am Rhein. Nicht mehr existent ist das Grendeltor mit der zugehörigen Schifflände an der Limmat in Zürich. Mittelfranken verfügt mit der Lände Frauenaurach und der Lände Roth am Rhein-Main-Donau-Kanal über Hafen- und Gewerbegebiete.

## Schifffahrtsrecht
Das österreichische Bundesgesetz über die Binnenschifffahrt (Schifffahrtsgesetz – SchFG) in § 2  Z 23 definiert die Lände als „Landungsplatz mit Einrichtungen zum Festmachen von Fahrzeugen oder Schwimmkörpern, ausgenommen Häfen“, wobei nach Z 21 als „Landungsplatz“ definiert ist „jeder Platz, an dem eine mechanische Verbindung zwischen einem Fahrzeug oder Schwimmkörper und dem Ufer hergestellt wird“.
In der deutschen Binnenschifffahrtsstraßen-Ordnung (BinSchStrO) wird vergleichbar zur Lände in Österreich der Begriff Liegestelle benutzt (insbesondere § 7.05 und § 7.06), wobei eine Liegestelle zumeist aus mehreren Liegeplätzen besteht.